# Glycaspis planitecta
Glycaspis planitecta är en insektsart som beskrevs av Moore 1970. Glycaspis planitecta ingår i släktet Glycaspis och familjen rundbladloppor. Inga underarter finns listade i Catalogue of Life.